# Queen's Club Championships 2011 - Qualificazioni singolare
Le qualificazioni del singolare ai Queen's Club Championships 2011 sono state un torneo di tennis preliminare per accedere alla fase finale della manifestazione. I vincitori dell'ultimo turno sono entrati di diritto nel tabellone principale. In caso di ritiro di uno o più giocatori aventi diritto a questi sono subentrati i lucky loser, ossia i giocatori che hanno perso nell'ultimo turno ma che avevano una classifica più alta rispetto agli altri partecipanti che avevano comunque perso nel turno finale.

## Giocatori

### Teste di serie
1. Bobby Reynolds
2. Marinko Matosevic (ultimo turno)
3. Arnaud Clément
4. Matthew Ebden

1. Tim Smyczek (secondo turno)
2. Conor Niland (ultimo turno)
3. Ilija Bozoljac
4. Fritz Wolmarans (secondo turno)

### Qualificati
1. Bobby Reynolds
2. Ilija Bozoljac

1. Arnaud Clément
2. Matthew Ebden

## Tabellone qualificazioni

### Sezione 1
|  | Primo turno       | Primo turno       | Primo turno       | Primo turno | Primo turno |  |  | Secondo turno | Secondo turno     | Secondo turno     | Secondo turno   | Secondo turno   |   |    | Ultimo turno | Ultimo turno   | Ultimo turno   | Ultimo turno | Ultimo turno |  |
|  |                   |                   |                   |             |             |  |  |               |                   |                   |                 |                 |   |    |              |                |                |              |              |  |
|  | 1                 | Bobby Reynolds    | Bobby Reynolds    | 6           | 7           |  |  |               |                   |                   |                 |                 |   |    |              |                |                |              |              |  |
|  |                   | Greg Jones        | Greg Jones        | 4           | 64          |  |  | 1             | Bobby Reynolds    | Bobby Reynolds    | 7               | 6               |   |    |              |                |                |              |              |  |
|  | Joshua Goodall    | Joshua Goodall    | 64                | 715         | 3           |  |  |               | Kenny de Schepper | Kenny de Schepper | 64              | 3               |   |    |              |                |                |              |              |  |
|  | Kenny de Schepper | Kenny de Schepper | 7                 | 613         | 6           |  |  |               |                   |                   |                 |                 |   |    | 1            | Bobby Reynolds | Bobby Reynolds | 6            | 7            |  |
|  | Jonathan Eysseric | Jonathan Eysseric | Jonathan Eysseric | 0           | 6           |  |  |               |                   |                   | Alex Bogdanović | Alex Bogdanović | 4 | 65 |              |                |                |              |              |  |
|  | Alex Bogdanović   | Alex Bogdanović   | Alex Bogdanović   | 6           | 78          |  |  |               | Alex Bogdanović   | Alex Bogdanović   | 6               | 6               |   |    |              |                |                |              |              |  |
|  |                   | Alex Kuznetsov    | 7                 | 3           | 1           |  |  | 5             | Tim Smyczek       | Tim Smyczek       | 4               | 4               |   |    |              |                |                |              |              |  |
|  | 5                 | Tim Smyczek       | 63                | 6           | 6           |  |  |               |                   |                   |                 |                 |   |    |              |                |                |              |              |  |

### Sezione 2
|  | Primo turno        | Primo turno        | Primo turno        | Primo turno | Primo turno |  |  | Secondo turno | Secondo turno     | Secondo turno     | Secondo turno  | Secondo turno |    |   | Ultimo turno | Ultimo turno      | Ultimo turno | Ultimo turno | Ultimo turno |  |
|  |                    |                    |                    |             |             |  |  |               |                   |                   |                |               |    |   |              |                   |              |              |              |  |
|  | 2                  | Marinko Matosevic  | 4                  | 6           | 6           |  |  |               |                   |                   |                |               |    |   |              |                   |              |              |              |  |
|  |                    | Olivier Patience   | 6                  | 3           | 2           |  |  | 2             | Marinko Matosevic | Marinko Matosevic | 6              | 6             |    |   |              |                   |              |              |              |  |
|  |                    | Chris Eaton        | Chris Eaton        | 7           | 6           |  |  |               | Chris Eaton       | Chris Eaton       | 2              | 1             |    |   |              |                   |              |              |              |  |
|  | WC                 | James Feaver       | James Feaver       | 63          | 2           |  |  |               |                   |                   |                |               |    |   | 2            | Marinko Matosevic | 4            | 7            | 3            |  |
|  | Fabrice Martin     | Fabrice Martin     | Fabrice Martin     | 6           | 7           |  |  |               |                   | 7                 | Ilija Bozoljac | 6             | 64 | 6 |              |                   |              |              |              |  |
|  | Michael Ryderstedt | Michael Ryderstedt | Michael Ryderstedt | 3           | 62          |  |  |               | Fabrice Martin    | Fabrice Martin    | 64             | 3             |    |   |              |                   |              |              |              |  |
|  |                    | Chris Guccione     | Chris Guccione     | 6           | 62          |  |  | 7             | Ilija Bozoljac    | Ilija Bozoljac    | 7              | 6             |    |   |              |                   |              |              |              |  |
|  | 7                  | Ilija Bozoljac     | Ilija Bozoljac     | 78          | 7           |  |  |               |                   |                   |                |               |    |   |              |                   |              |              |              |  |

### Sezione 3
|  | Primo turno     | Primo turno     | Primo turno     | Primo turno     | Primo turno |  |  | Secondo turno | Secondo turno   | Secondo turno  | Secondo turno   | Secondo turno   |   |   | Ultimo turno | Ultimo turno   | Ultimo turno   | Ultimo turno | Ultimo turno |  |
|  |                 |                 |                 |                 |             |  |  |               |                 |                |                 |                 |   |   |              |                |                |              |              |  |
|  | 3               | Arnaud Clément  | 6               | 3               | 7           |  |  |               |                 |                |                 |                 |   |   |              |                |                |              |              |  |
|  |                 | Rajeev Ram      | 3               | 6               | 63          |  |  | 3             | Arnaud Clément  | Arnaud Clément | 6               | 7               |   |   |              |                |                |              |              |  |
|  | WC              | George Morgan   | George Morgan   | 6               | 79          |  |  | WC            | George Morgan   | George Morgan  | 1               | 65              |   |   |              |                |                |              |              |  |
|  | WC              | Sean Thornley   | Sean Thornley   | 1               | 67          |  |  |               |                 |                |                 |                 |   |   | 3            | Arnaud Clément | Arnaud Clément | 6            | 6            |  |
|  | Tiago Fernandes | Tiago Fernandes | Tiago Fernandes | Tiago Fernandes | 4r          |  |  |               |                 |                | Nicholas Monroe | Nicholas Monroe | 3 | 4 |              |                |                |              |              |  |
|  | Nicholas Monroe | Nicholas Monroe | Nicholas Monroe | Nicholas Monroe | 6           |  |  |               | Nicholas Monroe | 7              | 64              | 7               |   |   |              |                |                |              |              |  |
|  |                 | Morgan Phillips | 6               | 5               | 4           |  |  | 8             | Fritz Wolmarans | 65             | 7               | 64              |   |   |              |                |                |              |              |  |
|  | 8               | Fritz Wolmarans | 4               | 7               | 6           |  |  |               |                 |                |                 |                 |   |   |              |                |                |              |              |  |

### Sezione 4
|  | Primo turno       | Primo turno       | Primo turno       | Primo turno | Primo turno |  |  | Secondo turno | Secondo turno     | Secondo turno | Secondo turno | Secondo turno |    |   | Ultimo turno | Ultimo turno  | Ultimo turno | Ultimo turno | Ultimo turno |  |
|  |                   |                   |                   |             |             |  |  |               |                   |               |               |               |    |   |              |               |              |              |              |  |
|  | 4                 | Matthew Ebden     | 6                 | 6(1)        | 6           |  |  |               |                   |               |               |               |    |   |              |               |              |              |              |  |
|  |                   | Michael Look      | 4                 | 7           | 3           |  |  | 4             | Matthew Ebden     | Matthew Ebden | 6             | 6             |    |   |              |               |              |              |              |  |
|  | WC                | Marcus Willis     | 3                 | 7           | 6           |  |  | WC            | Marcus Willis     | Marcus Willis | 2             | 3             |    |   |              |               |              |              |              |  |
|  |                   | Benjamin Mitchell | 6                 | 65          | 2           |  |  |               |                   |               |               |               |    |   | 4            | Matthew Ebden | 4            | 7            | 78           |  |
|  | Santiago González | Santiago González | Santiago González | 6           | 6           |  |  |               |                   | 6             | Conor Niland  | 6             | 64 | 6 |              |               |              |              |              |  |
|  | Jordan Cox        | Jordan Cox        | Jordan Cox        | 4           | 0           |  |  |               | Santiago González | 6             | 65            | 3             |    |   |              |               |              |              |              |  |
|  |                   | Denis Kudla       | 6                 | 2           | 4           |  |  | 6             | Conor Niland      | 1             | 7             | 6             |    |   |              |               |              |              |              |  |
|  | 6                 | Conor Niland      | 3                 | 6           | 6           |  |  |               |                   |               |               |               |    |   |              |               |              |              |              |  |